# Redondela (ort)
Redondela är en ort i Spanien.   Den ligger i provinsen Provincia de Pontevedra och regionen Galicien, i den nordvästra delen av landet, 500 km väster om huvudstaden Madrid. Redondela ligger 6 meter över havet och antalet invånare är 30 001.
Terrängen runt Redondela är huvudsakligen kuperad. Redondela ligger nere i en dal.Runt Redondela är det ganska tätbefolkat, med 166 invånare per kvadratkilometer. Närmaste större samhälle är Vigo, 10,8 km sydväst om Redondela. I omgivningarna runt Redondela växer i huvudsak blandskog.